# Ham (Stroud)
Ham – przysiółek w Anglii, w Gloucestershire. Leży 25 km od miasta Gloucester, 24,4 km od miasta Bristol i 165,5 km od Londynu. W latach 1870–1872 miejscowość liczyła 577 mieszkańców.